# Clause de non-concurrence
 (août 2024).
La mise en forme du texte ne suit pas les recommandations de Wikipédia : il faut le « wikifier ».
Les points d'amélioration suivants sont les cas les plus fréquents. Le détail des points à revoir est peut-être précisé sur la page de discussion.
- Les titres sont pré-formatés par le logiciel. Ils ne sont ni en capitales, ni en gras.
- Le texte ne doit pas être écrit en capitales (les noms de famille non plus), ni en gras, ni en italique, ni en « petit »…
- Le gras n'est utilisé que pour surligner le titre de l'article dans l'introduction, une seule fois.
- L'italique est rarement utilisé : mots en langue étrangère, titres d'œuvres, noms de bateaux, etc.
- Les citations ne sont pas en italique mais en corps de texte normal. Elles sont entourées par des guillemets français : « et ».
- Les listes à puces sont à éviter, des paragraphes rédigés étant largement préférés. Les tableaux sont à réserver à la présentation de données structurées (résultats, etc.).
- Les appels de note de bas de page (petits chiffres en exposant, introduits par l'outil «  Source ») sont à placer entre la fin de phrase et le point final[comme ça].
- Les liens internes (vers d'autres articles de Wikipédia) sont à choisir avec parcimonie. Créez des liens vers des articles approfondissant le sujet. Les termes génériques sans rapport avec le sujet sont à éviter, ainsi que les répétitions de liens vers un même terme.
- Les liens externes sont à placer uniquement dans une section « Liens externes », à la fin de l'article. Ces liens sont à choisir avec parcimonie suivant les règles définies. Si un lien sert de source à l'article, son insertion dans le texte est à faire par les notes de bas de page.
- La présentation des références doit suivre les conventions bibliographiques. Il est recommandé d'utiliser les modèles {{Ouvrage}}, {{Chapitre}}, {{Article}}, {{Lien web}} et/ou {{Bibliographie}}. Le mode d'édition visuel peut mettre en forme automatiquement les références.
- Insérer une infobox (cadre d'informations à droite) n'est pas obligatoire pour parachever la mise en page.

Pour une aide détaillée, merci de consulter Aide:Wikification.
Si vous pensez que ces points ont été résolus, vous pouvez retirer ce bandeau et améliorer la mise en forme d'un autre article.
Une clause de non-concurrence peut être insérée dans un contrat de travail afin d'éviter, à la fin de la relation contractuelle, que le salarié ne concurrence son ancien employeur. Elle peut se révéler utile par exemple pour l'employeur soucieux de conserver la clientèle créée ou gérée par son commercial salarié lorsque celui-ci quitte l'entreprise. On constate, d'une manière générale, que les conditions de validité et de mise en œuvre de cette clause ne diffèrent que légèrement d'un pays à l'autre.

## La clause de non-concurrence en France
La clause de non-concurrence est celle par laquelle le salarié s'interdit, lors de son départ de l'entreprise et pendant un certain temps par la suite, d'exercer certaines activités susceptibles de nuire à son ancien employeur. Elle est insérée dans le contrat de travail ou imposée par la convention collective.
La clause doit obéir à des conditions de fond et de forme. Ces conditions sont définies notamment par trois arrêts de principe de la Cour de cassation française du 10 juillet 2002 : ant cumulatives.
Ces 4 conditions doivent donc toutes être remplies, sans exception, sous peine de nullité de la clause.
1. Elle doit être justifiée par les intérêts légitimes de l'entreprise
2. Elle doit être limitée dans le temps et l'espace
3. Elle doit comporter une contrepartie financière
4. Elle doit tenir compte des spécificités de l'emploi du salarié et de la possibilité pour le salarié de retrouver un emploi : 
C'est au regard des spécificités de l'emploi du salarié que doivent s'apprécier la durée et la zone géographique.

## La clause de non-concurrence en Belgique
En droit belge, il existe de nombreux types de clauses de non-concurrence (ex.: la clause de non-concurrence incorporée au contrat de travail salarié ; la clause de non-concurrence applicable aux entreprises ou aux travailleurs indépendants ;...). Ces différentes clauses de non-concurrence sont soumises à des règles distinctes. Il importe donc en premier lieu de bien distinguer le type de clause en jeu et les règles qui lui sont applicables.
En droit du travail belge, la définition de cette clause est sensiblement similaire à la définition française. Son régime est principalement fixé à l'article 65 de la loi du 3 juillet 1978 relative aux contrats de travail.
Il en va de même pour ses conditions de validité : elle doit avoir été constatée par écrit, être limitée dans le temps (12 mois maximum pour le droit belge), être limitée dans l'espace (ne pas s'étendre en dehors de la Belgique) et prévoir une contrepartie financière unique et forfaitaire par l'employeur d'un montant minimal égal à la moitié de la rémunération brute du travailleur pendant la période couverte par la dite clause. Une différence notable avec le droit français est toutefois à souligner; ainsi, la clause ne peut s'appliquer qu'à des travailleurs ayant une rémunération supérieure à un plafond fixé par la loi.
L’employeur reste cependant libre de renoncer au bénéfice de la clause de non-concurrence. Pour ce faire, il doit renoncer à celle-ci dans un délai de 15 jours à compter de la fin du contrat ; s'il n'y a pas eu de renonciation avant ce délai, l’indemnité est due au travailleur.
D'un point de vue contentieux, il est classique que l'une des parties - l'employeur ou l'employé - tente de se soustraire a posteriori aux contraintes de la clause de non-concurrence : le travailleur pour retrouver sa liberté ; l'employeur pour éviter de payer l'indemnité prévue par la loi. La stratégie suivie par les parties consiste alors à invoquer la violation d'une des multiples conditions imposées par la loi pour ce type de clauses, en vue d'obtenir la nullité rétroactive de l'obligation de non-concurrence.

## La clause de non-concurrence en droit allemand
Le droit allemand bis impose la rédaction d'un écrit pour la clause de non-concurrence. Les parties doivent l'avoir signée et acceptée (paragraphes 74 du HGB et 126 du BGB). Ces formalités sont obligatoires sous peine de nullité de la clause.
De même, la clause sera nulle si :
- le salarié est mineur au moment où il contracte l'engagement (paragraphes 74a alinéa 2 du HGB et 133f alinéa 2 GewO). Une autorisation du représentant légal du mineur avant ou après la signature du contrat ne permet pas d'éviter la nullité[9].
- le salarié est en formation professionnelle[10]. Deux exceptions sont toutefois prévues. Une clause de non-concurrence peut être signée pendant les trois derniers mois d'une formation professionnelle si l'employeur s'engage à conclure une relation de travail à durée indéterminée avec la personne qui bénéficie de la formation professionnelle ou bien quand l'employeur s'engage à conclure une relation de travail à durée déterminée d'un maximum de cinq ans avec la personne qui bénéficie de la formation professionnelle, ainsi qu'à supporter les frais d'une formation professionnelle complémentaire différente de la formation initiale dans une limite raisonnable eu égard à la durée de l'engagement.

l'employeur en fait promettre le respect sur l'honneur ou par tout autre engagement analogue.
Un tiers ne peut pas s'engager à respecter la clause à la place du salarié.
Par ailleurs, la clause ne doit pas être entachée d'un vice du consentement. Autrement dit, la rencontre des volontés des parties doit s'être effectuée sans dol (c'est-à-dire sans manœuvres visant à tromper le concontractant); le consentement doit avoir été libre (sans contrainte ni violence) et éclairé (en connaissance de cause, par une personne capable.)De plus, le cocontractant ne doit pas avoir accepté par erreur. Parmi les erreurs consacrées par le BGB, l'erreur sur les qualités essentielles de la personne est susceptible d'être commise dans le cadre d'un contrat de travail quand une des parties se trompe sur la formation, la compétence professionnelle, l'état de santé, la conscience professionnelle ou la correction de son cocontractant 68.
La contrepartie financière dont fait l'objet la clause de non-concurrence doit équivaloir au minimum à la moitié du dernier salaire du salarié L'employeur doit par ailleurs rembourser au Bundesanstalt für Arbeit (Office fédéral du travail) les prestations chômage versées à l'ancien salarié qui voit contractuellement limitée sa liberté d'action professionnelle.
Enfin, la jurisprudence allemande a considéré comme abusives, certaines clauses de non-concurrence. Ainsi, le BAG a considéré qu'étaient constitutives d'une interdiction de concurrence prohibée certaines clauses faisant dépendre de la seule décision de l'employeur la possibilité de concurrence future du salarié.

## La clause de non-concurrence en droit anglais
La clause de non-concurrence en droit anglais suit des règles similaires à celles du droit français.
Ainsi, la clause doit être justifiée par l'intérêt de l'entreprise, limitée dans le temps et dans l'espace, et justifiée par l'emploi du salarié. (Il va de soi qu'imposer une clause de non-concurrence à un laveur de vitre par exemple, apparaît comme abusif, eu égard à la nature de l'activité exercée).
La clause peut être révisée (modifiée au cours de l'exécution du contrat ou à la fin du contrat), mais avec certaines limites:
- la révision ne doit concerner qu'un point sans grande importance ou d'ordre technique
- elle ne doit pas nécessiter une modification trop importante de l'ancienne clause (on ne doit pas par exemple, y ajouter des termes nouveaux)
- enfin, elle ne doit pas apporter de limites à la liberté du commerce et de l'industrie[18]

On notera qu'en droit anglais en revanche, à la différence du droit français, la clause sera inapplicable en cas de licenciement abusif.

## Le régime de la clause au Canada
Les clauses restrictives sont en principe interdites dans les contrats de travail (et donc réputées nulles).
Dans l'arrêt Elsley c. J.G. Collins Insurance Agencies Ltd de 1978, la Cour suprême du Canada a fixé les conditions de validité d'une telle clause. Ainsi, la clause doit :
- être justifiée par l'intérêt de l'employeur
- être limitée dans le temps, dans l'espace et dans le genre d'activité
- à la différence du droit belge ou du droit français, les juges canadiens ont fixé une 3e condition : la clause doit empêcher la concurrence de manière générale. C'est-à-dire qu'elle ne doit pas se borner à empêcher l'ancien salarié de s'approprier la clientèle de son employeur (il suffirait d'insérer dans le contrat ce que le droit canadien nomme « clause de non-sollicitation »)[19].

### Au Québec
Comme le reflète la décision rendue par un tribunal québécois le 3 août 2005 (affaire Positron Public Safety Systems Inc. v. Cardoso), la clause de non-concurrence au Québec suit un régime similaire à celui du Canada.
La Cour d'appel du Québec en février 2012 a affirmé dans l'arrêt unanime Patrick Jean c. Omegachem que congédier sans contrepartie financière un employé qui refuse d'adhérer à une clause de non-concurrence en cours d'emploi ne peut constituer une cause juste et suffisante de congédiement.
Le site web avocat.qc.ca explique les critères de la clause de non-concurrence en droit québécois : 

« Pour être reconnue valide, une clause de non-concurrence doit répondre à certaines conditions cumulatives prévues par le Code civil du Québec. Ainsi, elle doit être:
1.	Prévue par écrit et en termes exprès;
2.	Limitée raisonnablement quant à la durée de sa restriction;
3.	Limitée raisonnablement quant à l'étendue territoriale de sa restriction;
4.	Limitée raisonnablement quant au genre de travail restreint.
Ainsi, par exemple, l’absence de toute limitation territoriale dans une clause de non concurrence sera fatale quant à sa validité. »

## La clause de non-concurrence en Espagne
En Espagne, la clause de non-concurrence est régie par l'article 21 de la loi sur le statut des travailleurs.
Cette clause peut être acceptée à la signature du contrat, en cours d'exécution ou à la fin de celui-ci.
Certaines conditions de validité sont requises. Ainsi, la clause :
- doit être justifiée par l'intérêt de l'entreprise (intérêt industriel ou commercial réel)
- doit faire l'objet d'une contrepartie financière versée au salarié

Quelques particularités sont toutefois à souligner:
- La clause ne peut excéder 2 ans pour les techniciens et 6 mois pour les autres travailleurs
- Une décision rendue par le Tribunal Supreme le 21 janvier 2004 impose à l'employeur qui souhaiterait renoncer à la clause d'en démontrer l'absence d'intérêt commercial ou industriel réel.

## La clause de non-concurrence en Roumanie
Le droit du travail roumain est régi essentiellement par le Code du travail roumain adopté en 2003 (mais dont la mise en œuvre réellement effective a pris plusieurs années).
La clause de non-concurrence quant à elle est régie par l'article 20-4 du code du travail roumain.
Elle est soumise à contrepartie financière : l'employeur doit verser au salarié une indemnisation mensuelle égale au minimum au quart de son salaire.
La clause demeure applicable pendant toute la durée de l'exécution du contrat de travail et pendant :
- 2 ans maximum pour les personnes ayant occupé un poste de direction
- 6 mois maximum pour celles qui ont occupé un poste d'exécution.

Si la rupture intervenait pour une raison étrangère au salarié ou simplement de droit, la clause ne produirait pas effet.

### Articles juridiques
- Nullité de la clause de non-concurrence et tierce opposition: seul le salarié peut agir en nullité de la clause de non-concurrence insérée à son contrat de travail. Il s'ensuit qu'un nouvel employeur ne peut former, en invoquant une telle nullité, tierce opposition au jugement qui a statué sur cette action. (Cass. Soc. 2 février 2006 : J.C.P. S. 2006, no 12, p. 37 - note de DUMONT FRANCOIS)
- PIZZIO-DELAPORTE, (C.), La Clause de Non Concurrence: Jurisprudence Récente, Droit Social, no 2,Février 1996, P.145.
- Comparaison de la clause de non-concurrence en droit allemand et en droit français, conclusion de la thèse de Maître Eisele :
- SELWYN, Selwyn's Law of Employment, 9th Ed, Butterworths

## Abréviations bibliographiques
- Cass. Soc. : Cour de cassation, chambre sociale
- J.C.P S : revue "La Semaine Juridique", édition sociale.
- n° : numéro
- P. : page